# Искусство по понятиям
«Искусство по понятиям» (англ. The Kill Room) — американский чёрно-комедийный триллер, снятый Николь Паон по сценарию Джонатана Джейкобсона, с Умой Турман, Джо Манганьелло, Майей Хоук, Деби Мейзар, Дри Хемингуэй и Сэмюэлом Джексоном в главных ролях.
Фильм был выпущен 14 сентября 2023 года в России и 28 сентября в США компанией Shout! Studios.

## Сюжет
Мир искусства встречается с преступным миром, когда схема отмывания денег случайно превращает киллера в однодневную авангардную сенсацию.

## В ролях
- Ума Турман — Патриция
- Джо Манганьелло — Реджи
- Сэмюэл Джексон — Гордон
- Майя Хоук — Грейс
- Деби Мейзар — Кимоно
- Дри Хемингуэй — Аника
- Кэнди Бакли — миссис Галвинсон
- Ларри Пайн — доктор Галвинсон
- Дженнифер Ким — Мэй Ли
- Майк Дойл — Рафаэль Пронто
- Мэтью Махер — Нейт
- Марианна Рэндон — Николь
- Лив Морган — Эмма
- Том Печинка — Антон
- Александр Соковиков — Роман Рашников
- Эми Кем — Лесли

## Производство и релиз
Фильм был анонсирован в апреле 2022 года с Умой Турман и Сэмюэлем Джексоном в главных ролях, сценарий напишет Джонатан Джейкобсон, а Никол Паон станет режиссёром. В апреле 2022 года было объявлено, что к актёрскому составу присоединился Джо Манганьелло. В мае 2022 года выяснилось, что к актёрскому составу присоединилась Дри Хемингуэй. В том же месяце выяснилось, что звезда реалити-шоу Лия Максуини дебютирует в фильме, позднее было объявлено, что Майя Хоук впервые работает со своей матерью Турман. В июне 2022 года было объявлено, что рестлер WWE Лив Морган присоединилась к актёрскому составу.
Съёмки начались в Нью-Йорке и Нью-Джерси в начале 2022 года. Сообщалось о съемках в Хобокене в колонии Филд, коворкинг-пространстве в художественной галерее, которая использовалась в качестве основного места съёмок. Мебель была снята, были установлены плоские панели от пола до потолка, чтобы воссоздать художественную галерею «белой коробки». Галерея Novado в Джерси-Сити использовалась в качестве вторичной художественной галереи для фильма. Съёмки должны были закончиться в июне 2022 года, но проблемы с погодой привели к задержке и переезду в Лаваллетт, штат Нью-Джерси, в октябре 2022 года.
В июле 2023 года Shout! Studios приобрела права на показ фильма в США. Картина вышла в прокат в Америке 28 сентября 2023 года.

## Реакция и критика
На «Rotten Tomatoes» фильм имеет рейтинг 62 % со средней оценкой 6,2 из 10. "Metacritic"дал фильму оценку 60 из 100, основанную на шести отзывах, указав «смешанные или средние» отзывы.
Специалисты по арт-рынку пишут об абслютной надуманности и абсурдности сюжета.